# Kinshicho Office Tower
La Kinshicho Office Tower (オリナスタワー) ou Orinas Tower est un gratte-ciel construit à Tokyo de 2002 à 2006 dans le district de Sumida-ku. Il mesure 140 mètres de hauteur et abrite essentiellement des bureaux. L'immeuble est desservi par 18 ascenseurs.
Les architectes sont les sociétés Taisei Corporation, Kume Sekkei,   Matsuda-Hirata Co., Ltd et MHS Planners, Architects & Engineers Co., Ltd